# Samouil Kaplan
Pour les articles homonymes, voir Kaplan.
Samouil Aronovitch Kaplan (en russe : Самуил Аронович Каплан) est un astrophysicien né le 10 octobre 1921 à Roslavl, près de Smolensk, en Russie et mort le 11 juin 1978 à Gorki.
Il participe à la défense de Léningrad pendant la Seconde Guerre mondiale et, après la guerre, il devient professeur de mathématiques. Il entre au département d'astrophysique de la ville de Léningrad en 1948. Il s'intéresse alors à l'équilibre mécaniques des naines blanches. Il développe également un modèle expliquant le refroidissement de ces astres. Il a aussi établi le rayon minimum permettant à une particule d'être en orbite stable autour d'un trou noir.
Il devient par la suite directeur du département d'astrophysique de l'observatoire de Lvov, de 1948 à 1961 et rejoint l'équipe de recherche de l'Institut radiophysique de Gorki.

## Publications
- The physics of stars (1982)
- The interstellar medium (1963)
- Interstellar gas dynamics (1958)
- Plasma astrophysics (1975)